# Allogalumna pocsi
Allogalumna pocsi är en kvalsterart som beskrevs av Sandór Mahunka 1996. Allogalumna pocsi ingår i släktet Allogalumna och familjen Galumnidae. Inga underarter finns listade i Catalogue of Life.